# Ludwik Cienciała
Ludwik Cienciała (ur. 10 stycznia 1922, zm. 14 czerwca 1984) – polski autor tekstów gwarowych i gawędziarz, aktywny działacz PZKO, twórca scenicznej postaci Macieja, działający na Zaolziu na Śląsku Cieszyńskim.

## Życiorys
Urodził się 10 stycznia 1922 roku w Lesznej Dolnej. Tak samo  jak jego rodzice,  całe życie pracował  w warsztatach mechanicznych huty trzynieckiej jako frezer i dłutownik .Tak jak w wielu życiorysach młodych ludzi okresu międzywojennego występuje wzmianka o harcerstwie - tak też było i w przypadku L. Cieniały. W dniu 1 września 1939 r.wraz ze swoją grupą harcerską po opuszczeniu huty udał się do Górek Wielkich, miejsca, w którym było zlokalizowane kierownictwo „Pogotowia Harcerskiego” Chorągwi Śląskiej. W czasie okupacji był kilka miesięcy więziony a następnie wywieziony do Rzeszy na prace przymusowe. Po zakończeniu działań wojennych wraca w rodzinne strony  i zanurza się w wirze pracy kulturalnej, organizuje przedstawienia teatralne, świetlice, różnego rodzaju programy, w których sam uczestniczy. Od lat młodzieńczych towarzyszył mu jędrny humor, którym przez całe życie dzielił się ze społeczeństwem. Już jako chłopiec zainteresował się teatrem amatorskim w rodzinnej wiosce i samym Trzyńcu. W swym otoczeniu, a nawet w szkole, wyróżniał się niepospolitym humorem i już w latach młodzieńczych towarzyszył mu przydomek Szwejk. W latach pięćdziesiątych dochodzi do zorganizowania w Lesznej Dolnej zespołu satyry i humoru "Smyki". Był to pierwszy zespół małych form na terenie Śląska Cieszyńskiego. A ponieważ miał wokół siebie wielu dobrych śpiewaków, Ludwik Cienciała postanowił zorganizować w Lesznej pierwszą imprezę "Nasza Piosenka". Ze względu na ogromne powodzenie repryza odbyła się w Trzyńcu, ale już pod nazwą "Festiwal Piosenki Polskiej". Z biegiem czasu doszło do kontynuowania tych imprez w Trzyńcu. W związku z powstaniem dziś tak dobrze znanego na terenie Sląska Cieszyńskiego i poza jego granicami zespołu "Gorol", od roku 1950 wiąże Ludwik Cienciała swoją działalność z tym zespołem, początkowo jako członek chóru. W roku 1952 zostaje przez zespół "Gorol" wystawiona  sztuka "Gorolsko błyskawica", w której zagrał jedną z głównych ról - postać Macieja. Wykreował tak niezapomnianą postać, która rozśmieszała  widzów  do łez (występował obok statecznego Górala, Jury spod Gronia, granego przez Władysława  Niedobę, na licznych imprezach w kołach PZKO, na Gorolskich Świętach w Jabłonkowie, podczas Tygodni Kultury Beskidzkiej w Wiśle, wianków w Jaszowcu oraz zakopiańskich Festiwalach Folkloru Ziem Górskich. Był to przełom w dotychczasowej działalności Ludwika Cienciały. Z biegiem czasu dojdzie do samodzielnych kreacji tej postaci, stającej się jakby symbolem cieszyńskiego humoru. Gościnnie występuje z innymi zespołami jak Hasło, Sibica, Hutnik i to zarówno na terenie Śląska Cieszyńskiego, jak i w Polsce. 
Ponad dwadzieścia lat pracował w Zarządzie Głównym Polskiego Związku Kulturalno-Oświatowego, zwłaszcza jego Sekcji Folklorystycznej. Za ofiarną pracę otrzymał szereg związkowych odznaczeń oraz medal Zasłużony dla Kultury Polskiej.
Zmarł w tragicznych okolicznościach przy eksplozji gazu w budynku mieszkalnym w Trzyńcu 14 czerwca 1984 roku.

Pośmiertnie został wydany zbiór jego tekstów, skeczy i dowcipów pt. "Śmiych Macieja".

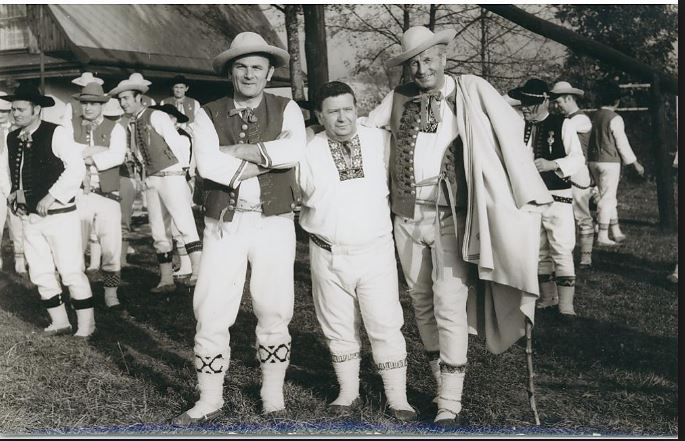
Wł.Młynek, Ludwik Cienciała, Wł.Niedoba
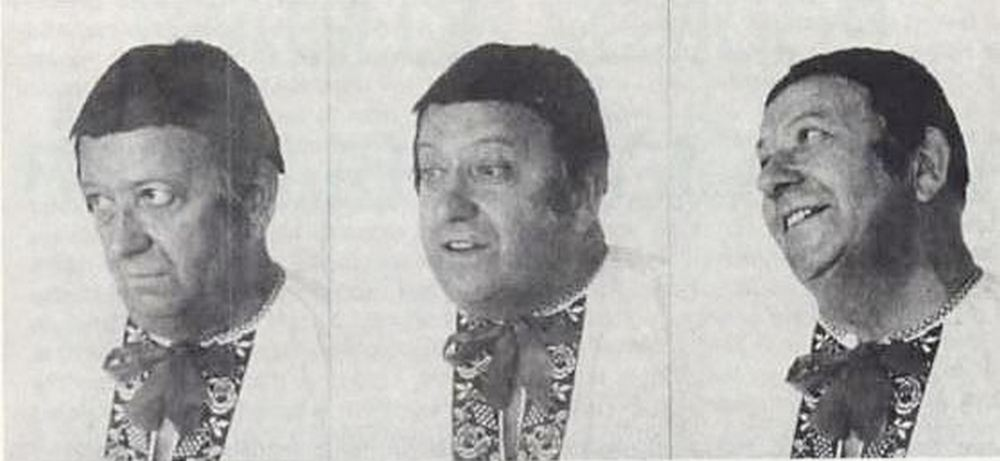
MaMaMaciej
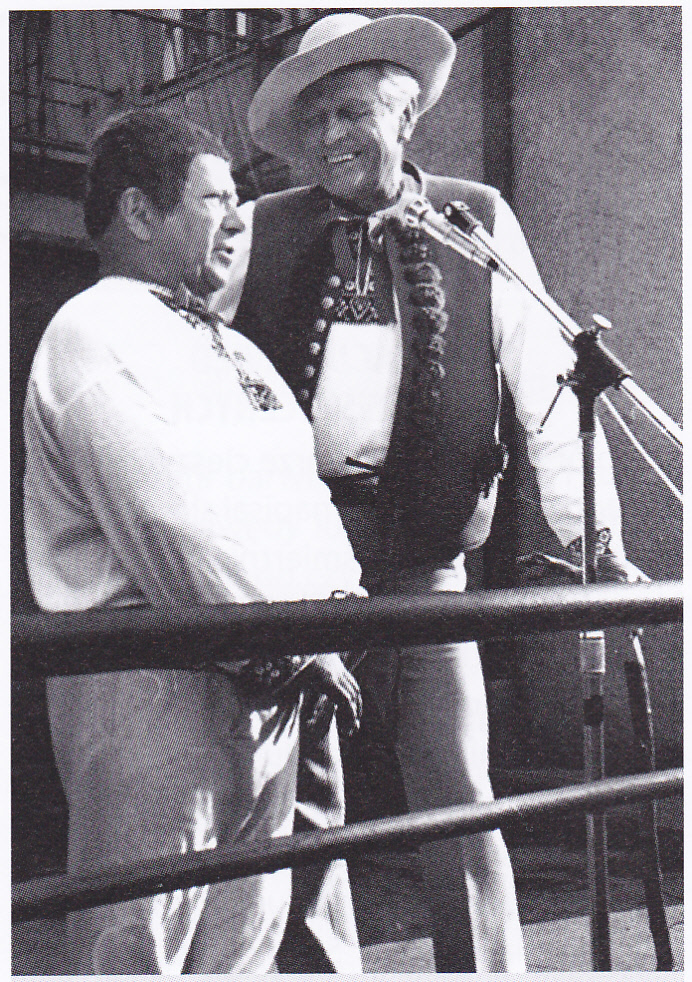
Maciej z Jurą
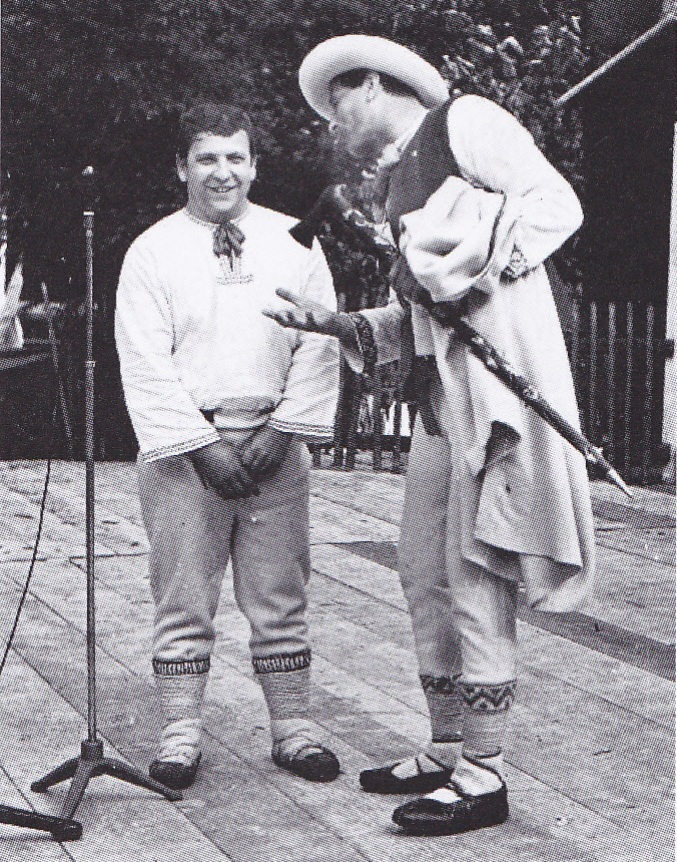
Maciej i Jura